# 748
| Calendário gregoriano                                                        | 748 DCCXLVIII                   |
| Ab urbe condita                                                              | 1501                            |
| Calendário arménio                                                           | 197 – 198                       |
| Calendário bahá'í                                                            | -1096 – -1095                   |
| Calendário budista                                                           | 1292                            |
| Calendário chinês                                                            | 3444 – 3445                     |
| Calendário copta                                                             | 464 – 465                       |
| Calendário etíope                                                            | 740 – 741                       |
| Calendários hindus - Vikram Samvat - Calendário nacional indiano - Cáli Iuga | 803 – 804 669 – 670 3848 – 3849 |
| Calendário Holoceno                                                          | 10748                           |
| Calendário islâmico                                                          | 130 – 131                       |
| Calendário judaico                                                           | 4508 – 4509                     |
| Calendário persa                                                             | 126 – 127                       |
| Calendário rúnico                                                            | 998                             |
| Calendário solar tailandês                                                   | 1291                            |

748 (DCCXLVIII na numeração romana) foi um ano bissexto do século VIII do Calendário Juliano, da Era de Cristo, as suas letras dominicais foram G e F (52 semanas), teve início a uma segunda-feira e terminou a uma terça-feira.
| Ano completo                            |
| --------------------------------------- |
| Ano bissexto com início à segunda-feira |

## Mortes
- Imperatriz Gensho - 44º imperador do Japão